# Planinski negnjil
Planinski negnjil (planinska negnjila, planinska zanovijet, planinski zanovijet, lat. Laburnum alpinum), je vrsta iz porodice mahunarki (Fabaceae) koja pripada rodu negnjil, zanovijet ili zlatna kiša. Prirodno stanište ove biljke je u Srednjoj i jugoistočnoj Europi, uključujući Hrvatsku, u Primorsko-goranskoj, Ličko-senjskoj županiji

## Opis
To je 5 do 8 metara visoko drvo ili grm, i do 70 cm debelo.
- L. alpinum
- L. alpinum
- L. alpinum
- L. alpinum

## Sinonimi
- Cytisus alpinus Mill.
- Cytisus angustifolius Moench
- Genista alpina (Mill.) Scheele
- Spartium alpinum Host ex Steud.